# Villarén de Valdivia
Villarén de Valdivia es una localidad de la provincia de Palencia (Castilla y León, España) que pertenece al municipio de Pomar de Valdivia.

## Geografía
Situada en la Montaña Palentina junto al monte Bernorio, en el pequeño Valle de Valdivia, limítrofe con Cantabria y Burgos, Villarén se encuentra a 6,9 km de Aguilar de Campoo, y a 4 km de la Autovía Cantabria-Meseta. Sus coordenadas son 42°46′40″N 04°11′35″O / 42.77778, -4.19306, y su altitud es de 940 m s. n. m..

## Historia
Desde la Edad Media al siglo XVIII, esta localidad estuvo integrada dentro de la Merindad Menor de Aguilar de Campoo. Villarén tuvo en el pasado (hacia 1850) ayuntamiento propio, así, a la caída del Antiguo Régimen la localidad se constituye en municipio constitucional que en el censo de 1842 contaba con 10 hogares y 52 vecinos, para posteriormente ampliar su término con la incorporación de Pomar de Valdivia, Báscones de Valdivia, Cezura, Helecha de Valdivia, Lastrilla, Porquera de los Infantes, Quintanilla de las Torres, Rebolledo de la Inera, Respenda de Aguilar, Revilla de Pomar, Villaescusa de las Torres y Villallano.
A finales del siglo XIX este municipio cambia de nombre, pasando a denominarse Pomar de Valdivia, contando entonces con 412 hogares y 1754 habitantes.

## Geografía humana

### Demografía
| Gráfica de evolución demográfica de Villarén de Valdivia entre 1842 y 1877 |
| |
| Población de derecho según los censos de población del INE Población de hecho según los censos de población del INEEn estos censos se denominaba Villarén: 1842, 1857, 1860 y 1877 Entre el censo de 1857 y el anterior, crece el término del municipio porque incorpora a 34135 (Pomar de Valdivia), 345012 (Bascones de Valdivia), 345029 (Cezura), 34502 (Helecha de Valdivia), 345050 (Lastrilla), 345075 (Porquera de los Infantes), 345087 (Quintanilla de las Torres), 345089 (Rebolledo de la Inera), 345094 (Respenda de Aguilar), 345095 (Revilla de Pomar), 345144 (Villaescusa de las Torres) y 345149 (Villallano) Entre el censo de 1887 y el anterior, este municipio desaparece porque cambia de nombre y aparece como el municipio 34135 (Pomar de Valdivia) |

Evolución de la población en el siglo XXI
| Gráfica de evolución demográfica de Villarén de Valdivia entre 2000 y 2020 |
|                                                                            |
| Población de derecho (2000-2020) según el padrón municipal del INE         |

## Patrimonio
- Castro de Monte Bernorio: yacimiento arqueológico de la I y II Edad del Hierro que tuvo su especial importancia durante las Guerras Cántabras contra Roma. En concreto, se cree que el asentamiento participó en la campaña militar emprendida por el propio emperador romano Augusto, en el siglo I a. C.. El sitio de Monte Bernorio es objeto de investigaciones también por haber sido campo de batalla durante la guerra civil española (1936-1939).

- Iglesia de Santa María y San Martín: Templo de piedra, de factura renacentista, con una portada románica de finales del siglo XIII. La presencia de elementos románicos hace que se encuadre dentro del grupo conocido como Románico Norte. En el año 2008 se llevó a cabo una profunda restauración del templo, sus bienes muebles y entorno, dentro del Plan de Intervención del Románico Norte.

- Ermita de San Martín: ermita rupestre ubicada en la misma roca del monte Bernorio.

## Otras informaciones
- Festividades: San Roque (16 de agosto).
- Código Postal: 34813

## Personalidades
- Andrés Bravo del Barrio, esperantista